# Ventura Díaz
Ventura Díaz Array (nascido em 26 de agosto de 1937) é um ex-ciclista espanhol que correu profissionalmente durante as décadas de 60 e 70 do século XX. Competiu na estrada individual nos Jogos Olímpicos de Roma 1960.